# Tompkinsville (Staten Island)
Tompkinsville è un quartiere nel nord-est di Staten Island a New York City negli Stati Uniti. Tompkinsville è il più antico villaggio europeo nella parte orientale dell'isola di Staten Island ed è stato un luogo di approvvigionamento idrico per i primi esploratori, tanto che per le sue fonti il luogo era conosciuto come "Watering Place". 
Nel 1815 venne istituita nel quartiere una stazione di quarantena da Daniel D. Tompkins che l'anno successivo sarebbe stato eletto Vicepresidente degli Stati Uniti e che dopo essere stato il vice di Presidente Monroe sino al 1825 si sarebbe stabilito nella località che da lui avrebbe preso poi il nome. 
Nel 1817 venne istituito un servizio di traghetti a vapore per Manhattan. 
Tompkinsville è stata anche per molti anni una Base Navale della US Navy.